# Palm (adlig ätt)

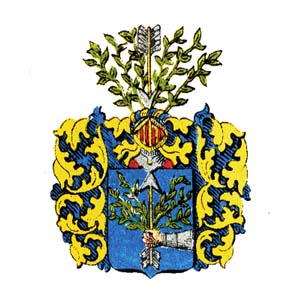
Vapen

Palm är en adlig ätt introducerad 1627 under nummer 121, vilket sedan ändrades till 149. Ätten utslocknade på svärdssidan år 1644.
Måns Mårtensson adlades Palm till Lövstaholm i Sankt Olofs socken, Uppland samt Haga i Saltviks socken och Bastö i Geta kapellförsamling båda på Åland. Han var född 1572 i Stockholm, häradshövding i Kexholms län, sekreterare vid traktaten med ryska kommissarierna i Viborg, ståthållare på Novgorods slott, sekreterare vid fredstraktaten med Ryssland i Stolbova och blev adlad 10 maj 1615.
Måns Mårtenssons ogifta dotter Agnes Månsdotter Palm förde namnet vidare till sin son Gustav Palm, som alltså inte var adlig.